# Bretagne (Indre)
Bretagne ist eine französische Gemeinde mit 122 Einwohnern (Stand: 1. Januar 2022) im Département Indre in der Region Centre-Val de Loire. Bretagne gehört zum Arrondissement Châteauroux und zum Kanton Levroux. Die Einwohner werden Bretons und Bretonnes genannt.

## Geographie
Bretagne liegt etwa 22 Kilometer nördlich von Châteauroux. Umgeben wird Bretagne von den Nachbargemeinden Bouges-le-Château im Norden, Liniez im Osten, Brion im Süden und Südosten sowie Levroux im Süden und Westen.

## Bevölkerungsentwicklung
| Jahr                      | 1962 | 1968 | 1975 | 1982 | 1990 | 1999 | 2006 | 2013 | 2020 |
| Einwohner                 | 219  | 179  | 147  | 122  | 95   | 81   | 83   | 151  | 127  |
| Quelle: Cassini und INSEE |      |      |      |      |      |      |      |      |      |

## Sehenswürdigkeiten
- Kirche Saint-Sulpice